# NGC 7212
NGC 7212 ist eine Spiralgalaxie mit aktivem Galaxienkern vom Hubble-Typ Sb im Sternbild Pegasus am Nordsternhimmel. Sie ist schätzungsweise 365 Millionen Lichtjahre von der Milchstraße entfernt, hat einen Durchmesser von etwa 130.000 Lichtjahren und wechselwirkt mit PGC 6728403.
Im selben Himmelsareal befindet sich u. a. die Galaxie IC 5161.
Das Objekt wurde am 2. Oktober 1886 von dem britischen Astronomen Lewis A. Swift mit seinem 16-Zoll-Teleskop entdeckt und später von Johan Dreyer in seinen New General Catalogue aufgenommen.